# ISS-Expedition 19
ISS-Expedition 19 ist die Missionsbezeichnung für die 19. Langzeitbesatzung der Internationalen Raumstation (ISS). Die Mannschaft startete am 26. März 2009 mit Sojus TMA-14 ihren Flug zur ISS, um dort zu leben und zu arbeiten. Expedition 19 war die letzte ISS-Mission mit nur drei Besatzungsmitgliedern und endete mit der Ankopplung von Sojus TMA-15 am 29. Mai 2009.

## Mannschaft
Die Besatzung der Mission setzte sich folgendermaßen zusammen:
- Gennadi Iwanowitsch Padalka (3. Raumflug), Kommandant (Russland/Roskosmos)
- Michael Barratt (1. Raumflug), Bordingenieur (USA/NASA)
- Koichi Wakata (3. Raumflug), Bordingenieur (Japan/JAXA) (STS-119 – STS-127)

### Ersatzmannschaft
- Maxim Surajew (für Padalka)
- Shannon Walker (für Barratt)
- Sōichi Noguchi (für Wakata)

## Missionsverlauf

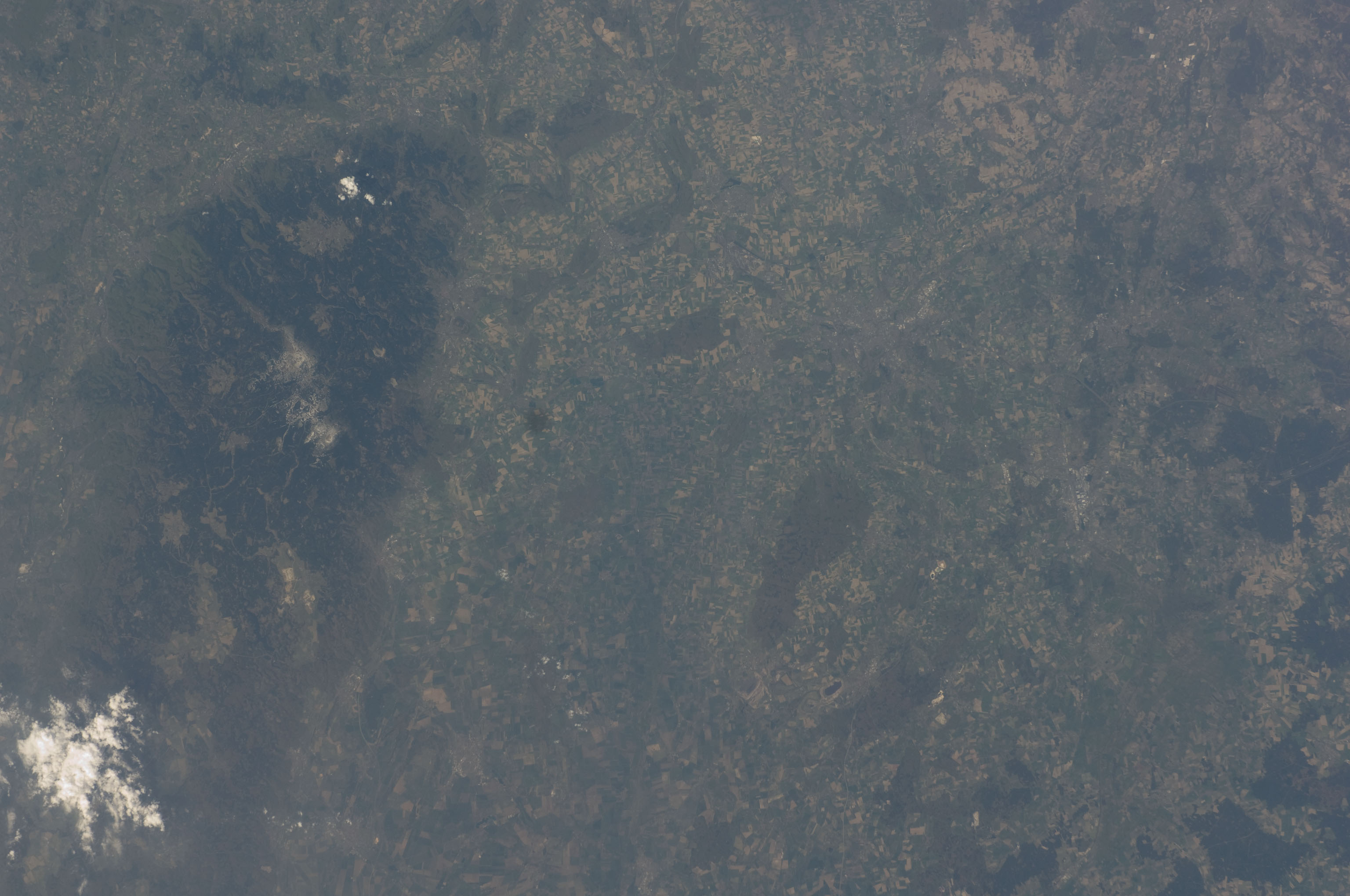
Das nördliche Harzvorland, aufgenommen im Rahmen der ISS‑Expedition 19 am 15. April 2009

Mit dem Start des russischen Raumschiffes Sojus-TMA 14, der 11:49 Uhr UTC erfolgte, gelangte der Kern der ISS-Expedition 19, bestehend aus dem Kommandanten Gennadi Padalka und dem Bordingenieur Michael Barratt ins All. Die beiden arbeiteten bis Mitte Oktober in der Raumstation. Kurzzeitig dabei war auch Charles Simonyi, der seinen zweiten, selbst bezahlten Raumflug unternahm. Von den drei Raumfahrern, die mit Sojus-TMA 14 ins All gelangten, war Gennadi Padalka, der bereits seinen dritten Flug absolvierte, der erfahrenste. Er war bei zwei Langzeitmissionen bereits mehr als ein Jahr im Erdorbit.
In der letzten Phase der Annäherung übernahm auf Anweisung der Bodenstation Kommandant Padalka die Steuerung des Raumschiffes. Zuvor hatte die Automatik mehrfaches, kurzzeitiges Versagen eines Steuertriebwerks festgestellt, wollte daraufhin das Rendezvous abbrechen und das Raumschiff in eine Sicherheitsdistanz bringen. Padalka erklärte aber während des Fluges mit Handsteuerung, das Raumschiff fliege sich „wie in der Simulation“. Seiner Meinung nach wären alle Triebwerke funktionstüchtig.
Nach dem Docking mit der ISS am 28. März, dem obligatorischen Sicherheitsbriefing, einer Pressekonferenz und einer kurzen Eingewöhnungsphase übernahm die neue Besatzung am 2. April das Kommando über die Station. Fünf Tage später kehrte die alte Stammbesatzung, Michael Fincke und Juri Lontschakow, gemeinsam mit Charles Simonyi zur Erde zurück. Koichi Wakata wurde zunächst in die Expedition-19-Crew übernommen und bei der nächsten Shuttle-Mission abgelöst.
Koichi Wakata war bereits am 15. März 2009 mit der Shuttle-Mission STS-119 zur ISS gelangt, um Sandra Magnus als Mitglied der ISS-Expedition 18 abzulösen.
Während der Mission wurden umfangreiche Forschungsarbeiten im Auftrag der beteiligten Raumfahrtagenturen NASA (USA), Roskosmos (Russland), ESA (EU), JAXA (Japan) und CSA (Kanada) vorgenommen. Sie betrafen die Fachbereiche Medizin, Biologie, Physik, Materialforschung, Erderkundung, Technologie und Astrophysik.
Beim Experiment Multi-User Droplet Combustion Apparatus – Flame Extinguishment Experiment (MCDA-FLEX, NASA) wurde die Effektivität von Feuerlöschsystemen in der Schwerelosigkeit erforscht. Zunächst im Modell untersucht, dienten die Experimente dazu, ein neues System für das in Entwicklung befindliche Orion-Raumschiff zu definieren. Das Experiment Kaskad (БТХ-26, Roskosmos) hatte das Studium der Kultivierung verschiedener Zelltypen unter kontrollierten Bedingungen zum Inhalt. Dazu wurde ein spezieller Bioreaktor verwendet. Im Rahmen von WAICO (Waving and Coiling, ESA) wurde untersucht, wie das Wachstum von Pflanzenwurzeln in der Schwerelosigkeit abläuft. Diese Versuche wurden mit Pflanzen der Gattung Arabidopsis in der Biolab Facility, einer Art Gewächshaus, vorgenommen. Vor allem wollte man herausfinden, ob das wellen- bzw. wickelförmige Wachstum der Wurzeln unabhängig vom Vorhandensein der Schwerkraft ist. Beim Experiment Rad Silk (JAXA) wurden die Auswirkungen lang anhaltender kosmischer Strahlung auf Eier von Seidenraupen der Gattung Bombyx mori erforscht. Das wohl außergewöhnlichste Experiment (ISS Moon Score) kam ebenfalls von den Japanern. Während der Mission wurden etwa 100 Bilder vom Mond angefertigt. Diese wurden zur Erde übertragen und bildeten durch Lage und Größe der Krater die Grundlage für die Noten einer Raumstations-Mond-Symphonie.
Der Beginn des Inkrements 19 markierte gleichzeitig die heiße Phase der Rückkehrvorbereitungen der alten Stationsbesatzung. Die russischen Piloten Lontschakow und Padalka arbeiteten mit einem speziellen Flugsimulationsprogramm, das die Reaktionsfähigkeit in Stresssituationen feststellen soll (Pilot-M/NEURO), testeten bzw. trainierten die Kommunikation zwischen Station und Raumschiff beim Ablegemanöver und überprüften das ASN-M, eine Komponente des russischen Satelliten-Navigationssystems an Bord der Station. Zur Nachbereitung der Kopplung der neuen Besatzung am Heck der Station wurden außerdem verschiedene Arbeiten vorgenommen. So wurde das Kopplungsaggregat inspiziert, die Sojus an Bordnetz und Luftstrom der Station angeschlossen, verschiedene Geräte im Raumschiff deaktiviert, die Sokol-Anzüge getrocknet und die speziell angepassten Sitzschalen für Simonyi und Wakata in den Raumschiffen Sojus-TMA 13 bzw. 14 getauscht.
Parallel zum Transfer biologischer Proben für verschiedene Experimente aus dem Raumschiff in eine spezielle Kühleinrichtung der Station (Konjugatsija, Bioemulsija, Bioekologija, Astrovaccine und Polygen in CryoGem 03) wurde Dakon-M, ein Beschleunigungsmesser des Systems Izgib deaktiviert. Mit diesem Gerät können Beschleunigungen, die im normalen Betrieb oder bei besonderen Ereignissen, in diesem Falle der Kopplung von Sojus-TMA 14 an die Station, genauer gemessen werden.
Während sich die Mitglieder der Expedition 18 auf ihre Rückkehr vorbereiteten, wurde bei den Neuankömmlingen die Anpassung an die Schwerelosigkeit zum Untersuchungsgegenstand. Bei SLEEP wurde der Einfluss des Lichtes auf das Befinden einer Person untersucht. Die schnellen Hell-Dunkel-Zyklen beeinflussen den Schlaf-Wach-Rhythmus der Raumfahrer. Dazu trug der Proband eine sogenannte Actiwatch, die sowohl dessen Aktivität als auch die Lichtintensität protokollierte. Eine ganze Woche lang war Koichi Wakata das Untersuchungsobjekt. Im Rahmen von Bisphosphonates nahm er außerdem ein spezielles Medikament ein, mit dem man eine Verringerung des Knochenabbaus in der Schwerelosigkeit erreichen will. Weitere Untersuchungen betrafen Blutdruck, Herz-Kreislauf-System, ein Belastungs-EKG, Lungenfunktion und Hörvermögen. Michael Fincke nahm hingegen an den Experimenten Integrated Immune (II) und Nutrition teil. Bei Nutrition werden Blut- und Urinproben genommen, ein Fragebogen zur Ernährung ausgefüllt sowie vor und nach der Rückkehr Knochen, oxidative Beschädigungen und hormonelle Änderungen untersucht. Es handelte sich um eine komplexe Studie zur Erforschung der physischen Veränderungen im menschlichen Körper bei längerem Aufenthalt in der Schwerelosigkeit. Bei II wurde hingegen die Entwicklung des Immunsystems beobachtet. Dazu wurden Speichelproben genommen.
Koichi Wakata arbeitete erstmals mit dem japanischen Manipulator (JEM RMS). Dabei führte er eine Reihe von Bewegungen aus und kontrollierte immer wieder die Genauigkeit und Handhabbarkeit. Bei der folgenden Shuttle-Mission wurden diese Fertigkeiten für das Andocken einer größeren Außenplattform am Kibo-Modul benötigt. Viele der dort ablaufenden Experimente können ohne Außenbordarbeiten mittels Roboterarm betreut werden.
Weitere Arbeiten betrafen die Messung von Umweltparametern innerhalb der Station (Experiment Expert mit Messung von Temperatur, Luftfeuchtigkeit und Luftströmung), die Aktivierung einzelner biologischer Proben (CryoGem), weitere Tests einer neuen GPS-Antenne, das Daten-Managementsystem im Columbus-Modul, die Kalibrierung einer Anlage zur Untersuchung von Flüssigkeiten und Verbrennungsprozessen (Fluids & Combustion Facility) sowie das Zuführen frischen Sauerstoffs zur Stationsatmosphäre aus dafür vorgesehenen Vorräten des Transportschiffs Progress-M 66.
Reguläre Wartungen betrafen unter anderem ein Luftfiltersystem sowie eine Kondenswasser-Rückgewinnungsanlage, Neustarts verschiedener Computer, Inspektionen der Sportgeräte, das Auswechseln beziehungsweise Aufladen verschiedener Batterien in einem Feuermelder und mehreren Messgeräten, die Aufbereitung von bei Außenbordarbeiten benutzten CO2-Filtern in Quest, Sicherung und Upload wissenschaftlicher Daten (Matrjoschka, Econ) sowie die Inspektion aller Luken im US-basierten Teil der ISS.
Mehrfach wurde via Amateurfunk (ARISS) Kontakt zu Bildungseinrichtungen in Kanada, Italien und Japan aufgenommen. Erdbeobachtungen (Crew Earth Observation) hatten überwiegend Einschlags- und Vulkankrater in Ghana, Mauretanien, Algerien, Ecuador und Kolumbien im Visier. Am 1. April standen auch einige Inseln im Fokus der Observation und Foto-Dokumentation.
Charles Simonyi nahm nur an wenigen Aktivitäten der Stationsbesatzung teil. Er führte eigene Messungen zur Strahlenbelastung durch, hatte mehrfach via Amateurfunk, Videokonferenz oder IP-Telefon Kontakt zur Erde und fotografierte interessante Gebiete und Phänomene des Heimatplaneten.
Während also Michael Fincke und Juri Lontschakow verstärkt Sport trieben, abschließende medizinische Untersuchungen an sich vornahmen oder vornehmen ließen, Proben von Experimenten für den Rücktransport vorbereiteten, mit einem speziellen Computerprogramm Flugsimulationen unter Zeitdruck und medizinischer Beobachtung (ein Elektroaculogramm zeichnete die Augenbewegungen auf) bewältigten und ein stundenlanges Landetraining absolvierten, begannen bei Gennadi Padalka, Michael Barratt und Koichi Wakata verschiedene Untersuchungen.
Fincke, Lontschakow und Simonyi kehrten am 8. April 2009 an Bord von Sojus TMA-13 zurück und beendeten damit offiziell die ISS-Expedition 18.
Neu an Bord der ISS war das Experiment Tipologija, bei dem man mittels EEG, psychologischer Tests und Frage-Antwort-Spiel herausfinden wollte, wann es um die Leistungsfähigkeit eines Langzeitraumfahrers besser oder schlechter bestellt war. Am liebsten wäre den Wissenschaftlern eine Anzeige, die angibt, welche Belastung dieser oder jener Proband in der aktuellen Phase schadlos verträgt. Gennadi absolvierte das Experiment erstmals. Dabei musste er Farbtests bestehen und ein Computerfragespiel möglichst fehlerarm lösen. Das EEG wurde über eine Kappe mit Kopfelektroden abgenommen.
Zu den medizinischen Tests, die Koichi Wakata absolvierte, kam Anfang April ein Langzeit-EKG hinzu. Dazu trug er ein transportables Gerät, das seine Werte auch im Schlaf aufzeichnete. Schließlich musste auch noch ein Ernährungsfragebogen ausgefüllt werden, was dann auch Michael Barratt erstmals vornehmen durfte. Weitere erwähnenswerte Experimente betrafen facettenartiges Kristallwachstum durchsichtigen organischen Gewebes in einer Anlage zur Physik von Flüssigkeiten in Kibo (FACET in Fluid Physics Experiment Facility), die Aktivierung eines Messgerätes zur Bestimmung von Beschleunigungswerten im US-Labor Destiny (SAMS = Space Acceleration Measurement System), die Untersuchung des Einflusses veränderter optischer Wahrnehmung u. a. durch optische Täuschungen auf die Motorik (3D Space), die Inbetriebnahme eines automatischen Experiments zur fotografischen Erfassung der Bewegungen von Kolloid-Verbindungen in einer Dispersion über sechs Tage (Binary Colloid Alloy Test 4, BCAT) sowie die Aktivierung mehrerer biologischer Proben unter kontrollierten thermischen Bedingungen (22 °C) zum Studium des Schwerkraftsinns von Pflanzen (Polca und GraviGen). Weitere Experimente betrafen die Einschätzung von Langzeiteinwirkungen geladener Partikel auf den Menschen (ALTEA) sowie das kanadische Experiment BISE (Bodies in the Space Environment), bei dem Michael Barratt durch eine Brille nur das Bild eines Computermonitors sah, auf dem Gegenstände und Buchstaben dargestellt waren. Untersuchungsgegenstand ist das Oben-Unten-Empfinden, das der Astronaut dabei hat.
Wartungstechnisch wurde an Lebenserhaltungs- und Versorgungssystemen (Elektrolysesystem zur Sauerstoffgewinnung, Kohlendioxid-Absorber, Wasseraufbereitungsanlagen) gearbeitet sowie Luftstrom, Fenster und Sportgeräte inspiziert. Außerdem wurden Inspektionen an Feuermeldern und einem Feuerlöschsystem sowie an medizinischen Geräten wie einem portablen Notfall-Defibrillator und dem Crew Health Care System Rack vorgenommen. Routinemäßige Arbeiten bestanden im Kontrollieren der Luftströmungssensoren, der Luftqualität (Ammoniak und Kohlenmonoxid), der neuen Wasseraufbereitungsanlage, der sanitären Einrichtungen, der Sportgeräte und dem täglichen Aktualisieren des Inventurverzeichnisses. Amateurfunkkontakt bestand zu Schulen in Japan und Frankreich, Untersuchungsobjekte bei der Erdbeobachtung waren die Anden in Bolivien, der Santa-Maria-Vulkan in Guatemala, Sedimentfächer (Megafans) in Algerien, ausgewählte Bereiche in Arizona und New Mexico und die deutsche Hauptstadt Berlin. Erwähnenswert ist auch ein Bildungsprojekt. Im Rahmen von Fisika-Obrasowanije wurden Experimente mit „fliegenden Untertassen“ ausgeführt und aufgezeichnet.
Koichi Wakata und Michael Fincke arbeiteten an der Luftschleuse im Modul Kibo. Dabei wurden Transportsicherungen an der Schleusensteuerung und -anzeige, an einer Ventilbox und am Gleitschlitten entfernt und die Antriebswelle überprüft. Den Schlitten kann man zum Beladen in das Modul fahren und zum Entladen natürlich auch aus der Station. Dort wird dann im Normalfall mit dem japanischen Manipulator gearbeitet. Die Schleuse hat einen Innendurchmesser von 1,4 m und eine Länge von 2 m. Transferfracht darf die Abmessungen 64 × 83 × 80 cm nicht überschreiten und maximal 300 kg träge sein.
Der Merlin-Kühlbehälter musste nach einem Fehlalarm abgeschaltet werden. In ihm werden normalerweise Speisen und Getränke der Raumfahrer gekühlt. Eine ganze Weile war man auch noch mit der Nachbereitung der Außenbordeinsätze der Discovery-Besatzung beschäftigt. In den letzten Tagen wurden mehrere CO2-Absorber-Patronen „ausgebacken“ und die Flüssigkeiten in den Kühlkreisläufen der verwendeten Raumanzüge gefiltert. Mit Iodverbindungen versetzt, vermeidet man auch biologische Kontaminationen.
Ein nicht neues aber möglicherweise ernstes Problem stellte ein beschädigter Radiator an der Gitterstruktur dar. Hier hatte sich ein Teil der Verkleidung gelöst, so dass die Kühlschlangen an einer kleinen Stelle freilagen. Dadurch könnte die Belastung auf das Material wachsen und ein Leck entstehen. Mit diesem Problem mussten sich aber die Techniker auf der Erde auseinandersetzen. Eine Reparatur während einer der nächsten Shuttle-Missionen wurde erwogen.
Dakon-M, ein Messsystem für Beschleunigungen in der Mikrogravitationsumgebung der Station wurde aktiviert und überprüft. Beim Andockvorgang von Sojus-TMA 14 waren keine Daten aufgezeichnet worden, dies funktionierte beim Abkoppeln von Sojus-TMA 13 besser. Am 8. April, wegen ungünstiger Bodenverhältnisse am vorhergesehenen Landeort einen Tag später als ursprünglich vorgesehen, koppelten Michael Fincke und Juri Lontschakow mit ihrem Raumschiff Sojus-TMA 13 von der Station ab und kehrten wenige Stunden später auf die Erde zurück. Auch der erste Weltraumtourist, der zweimal im All war, Charles Simonyi, hatte damit sein großes Abenteuer erfolgreich abgeschlossen.
Nun wendeten sich die drei Raumfahrer der ISS-Expedition 19 auch neuen Aufgaben zu. Der kanadische Roboter Dextre, der seit seiner Installation an der Außenseite des Moduls Destiny gewartet hatte, wurde an den 18 Meter langen Manipulatorarm der Station gekoppelt und in Richtung Gitterstruktur transportiert. Hier nahm man anschließend einige Übungen vor.
Zu Beginn eines Langzeitaufenthaltes werden zunächst viele medizinische Parameter aller Besatzungsmitglieder gemessen, um im Verlaufe des Aufenthaltes in der Schwerelosigkeit auftretende Veränderungen später genau bestimmen zu können (u. a. Experimente CCISS, Periodic Health Status und Pnevmokard). Messungen der Wadenmuskulatur, der Körpermasse, des Blutdrucks, der Herz-Kreislauf- und Lungenfunktion gehören ebenso dazu wie Durchblutungsmessungen (Hirn, Finger sowie Photoplethysmogramm), Aufzeichnung von Herzgeräuschen, Atemfrequenzbestimmung, Urin- und Blutanalysen. Dazu diente eine ganze Reihe von Experimenten und Routineuntersuchungen, denen sich Gennadi Padalka, Michael Barratt und Koichi Wakata unterzogen.
Bei der Massebestimmung kann man keine normale Waage verwenden. Stattdessen kamen in Swesda und Columbus verschiedene Geräte zum Einsatz, bei denen ein Balken, an dem der Raumfahrer festgeschnallt ist, in Schwingungen versetzt wird. Bei bekannter Federkonstante lässt sich aus der Periodendauer die (träge) Masse berechnen. Weitere Experimente zum Komplex Physiologie waren Nutrition (Einfluss der Ernährung auf körperliche Veränderungen), SLEEP (Schlaf-Wach-Rhythmus), Biorhythm (Langzeit-EKG), Sonokard (kontaktfreie Überwachung möglichst vieler Körperfunktionen im Schlaf und beim Sport), Hematokrit (Messung der Abnahme der Anzahl der roten Blutkörperchen bei längeren Raumflügen) und Bisphosphonates (Medikamente gegen Knochenabbau).
Aber auch psychische Veränderungen wurden erforscht. Bodies in the Space Environment (BISE) untersucht mittels PC und einer „Brille“, mit der alles außer dem Bildschirminhalt ausgeblendet wird, wie Raumfahrer in der Schwerelosigkeit oben und unten empfinden. Dazu sehen sie die Buchstaben p und d auf verschiedenen Hintergrundbildern. Die Buchstaben sind praktisch identisch, wenn man sie um 180° dreht. Die Raumfahrer müssen sich nun kurzfristig entscheiden. Präfrontale Hirnfunktionen und räumliche Wahrnehmung waren genauso Forschungsgegenstand wie der Einfluss der in diesem Fall nicht vorhandenen Gravitation auf Hirnaktivitäten.
Im Rahmen von WinSCAT (Spaceflight Cognitive Assessment Tool for Windows) wurden mittels Frage-Antwort-Test die kognitiven Fähigkeiten in Abständen von 30 Tagen bestimmt. Untersucht wurden Lern- und Konzentrationsfähigkeit, Aufmerksamkeit, Kurzzeitgedächtnis, räumliches Vorstellungsvermögen und mathematisch-logische Fertigkeiten. Michael Barratt war erster Proband. Zusätzlich wurden von den einzelnen Besatzungsmitgliedern private medizinische Konferenzen (PMC) mit Betreuern auf der Erde abgehalten und Fragebögen zum persönlichen Befinden, zur Zusammenarbeit in Teams (innerhalb der Station sowie mit den Kontrollzentren) und eventuellen Zwischenfällen ausgefüllt (Wsaimodeistwije/Interactions).
Experimentiert wurde auch zu Verbrennungsvorgängen in der Schwerelosigkeit (Fluids & Combustion Facility mit Methanol), Colloiden (BCAT-4), Kristallwachstum (CGBA 5 & FACET) und Technologie (ENose). Bei FACET beispielsweise wurde das facettenartige Wachstum durchsichtiger organischer Materialien in der Schwerelosigkeit aufgezeichnet. Die meisten dieser Untersuchungen benötigten nur einen geringen Betreuungsaufwand.
Die Erdbeobachtung rückte zudem verstärkt in den Mittelpunkt des Interesses. Neben den obligatorischen Observationen besonderer Vorkommnisse auf der Erde (Crew Earth Observation, Uragan bzw. Ekon), bei denen man u. a. die Städte Peking, Pjöngjang, Belgrad, Minneapolis/St. Paul, Kairo, Teheran, Athen, Mumbai, Delhi, Wien, Prag, Bratislava, Budapest, Baku, Berlin, Riad, Tunis, Khartum, Nouakchott (Mauretanien), Austin, Houston, Muskat (Oman) und Mexiko-Stadt im Fokus hatte, wurden auch die italienische Erdbebenregion um L’Aquila, der Drei-Schluchten-Staudamm, Zentral-Japan, die Region um Baikonur, der Slate-Island-Krater in Kanada, der Redoubt-Vulkan in Alaska, die Karpaten, der Sewan-See, die Flüsse Don und Wolga, die Kurilen und Kamtschatka im Detail fotografiert.
Neu aufgebaut wurde die Multispektralkamera AgCam (Agricultural Camera), die von Studenten der University of North Dakota entwickelt wurde und mit der sich landwirtschaftlich interessante Phänomene untersuchen lassen. Im sichtbaren Licht und im nahen Infrarot ließen sich Aussagen z. B. über Reifegrad, Schädlingsbefall oder ökologische Parameter gewinnen. Beobachtungsregionen waren Felder, Wiesen, Wälder und Feuchtgebiete im Norden der USA.
Ebenfalls neu installiert wurde ein Pflanzenexperiment im Lada-Gewächshaus. Hier kann das Wachstum von Pflanzen von der Aussaat über die Befruchtung bis zur Ernte in der Schwerelosigkeit unter kontrollierten Bedingungen beobachtet und aufgezeichnet werden.
Reparaturarbeiten wurden am Trainingsfahrrad Cycle Ergometer with Vibration Isolation System (CEVIS) und mehreren Steuercomputern (TVS) vorgenommen. Breiten Raum nahmen auch mikrobiologische Analysen von Wasserproben sowie Untersuchungen der Luftqualität (Formaldehyd-Konzentration) und des Geräuschpegels an 54 Messpunkten ein. Dazu verwendete Koichi Wakata ein spezielles Schallpegelmessgerät (Sound Level Meter). Darüber hinaus wurden Luftstromsensoren, Lebenserhaltungssystem und hygienische Einrichtungen täglich, andere Komponenten wie Feuerlöscher, Sauerstoffgeneratoren oder CO2-Absorber in festgelegten Intervallen oder bei bestimmten Anlässen kontrolliert. Weitere Wartungsarbeiten betrafen die Toilette (Austausch von Schläuchen und weiterer mobiler Teile gegen neue), die Extravehicular Mobility Units (EMU), die US-Raumanzüge, (Versetzen der Kühlflüssigkeit mit Iod zur Vermeidung bakteriologischer Kontaminationen), verschiedene Computer (Reboots, Antivirenupdate), Avionics Rack 3 sowie Luftventilatoren.
Amateurfunkkontakt bestand mit Schülern in Japan sowie mit verschiedenen Einrichtungen in Russland aus Anlass des 48. Jahrestages des ersten Raumfluges am 12. April 1961. Natürlich gab es auch höchstoffizielle Kontakte mit Roskosmos, Energia, dem Institut für biologisch-medizinische Probleme (IBMP) sowie dem Gagarin-Trainingszentrum im Sternenstädtchen in der Nähe von Moskau, Pressekontakte mit CNN und ABC sowie private Familienkonferenzen. Am 16. April feierte Michael Barratt seinen 50. Geburtstag.
Koichi Wakata testete für die japanische Frauenuniversität Tokio einen neuen Bordanzug mit fantastisch anmutenden Eigenschaften. Er ist antibakteriell, desodorierend, wasseraufsaugend, thermisch isolierend, schnelltrocknend, feuerresistent, antistatisch, komfortabel und attraktiv.
Nachdem Dextre (Special Purpose Dexterous Manipulator – SPDM) von der Erde aus ferngesteuert an einen zukünftigen Testort transportiert wurde, trainierte die ISS-Besatzung den praktischen Umgang mit dem Space Station Remote Manipulator System SSRMS (Canadarm2) und testete dabei einen speziellen Algorithmus, mit dem Fehlstellungen des Arms vor dem Ankoppeln an einer Power & Data Grapple Fixture (PDGF) erkannt und automatisch Anpassungen vorgenommen werden sollen (Force Moment Accommodation). Allerdings kam es dabei zu einer Bewegung um etwa 10 cm, die nicht von den Astronauten veranlasst wurde. Daraufhin wurde das FMA zunächst wieder deaktiviert. Weitere Untersuchungen folgten.
Mehrere Tage lang waren Michael Barratt und Koichi Wakata mit der regulären Wartung des aktiv schwingungsgedämpften Laufbandes TVIS beschäftigt. Diese Arbeiten wurden im Verbindungsknoten Unity vorgenommen und komplett gefilmt. Nach dem Zerlegen des Sportgerätes wurden das Lamellenband selbst und die Rolllager ausgetauscht. Ein Schwungrad konnte nicht gewechselt werden, da man das Ersatzteil nicht fand. So wurde das gebrauchte Teil geschmiert und erneut eingesetzt. Zusätzlich wurden die Steuerelektronik ausgewechselt, ausgefranste Drahtseile erneuert, das Gerät wieder zusammengesetzt, ausgerichtet und getestet. Am Ergometer CEVIS wurde ebenfalls gearbeitet. Hier wurde allerdings nur eine Anzeige ausgetauscht. Das Kraftsportgerät ARED wurde lediglich einer gründlichen Inspektion unterzogen.
Ein wiederbelebtes, für die Expedition 19 aber neues Experiment ist Relaksatsija. Dabei werden Leuchterscheinungen in der Erdatmosphäre studiert. Zunächst vom Swesda-Fenster Nr. 2 aus wurden Chemolumineszenz und atmosphärische Lichtphänomene spektral analysiert. Später wurden im Fenster Nr. 9 eine UV-Kamera, ein Spektrometer sowie ein Camcorder und ein Computer zur Datenaufzeichnung und Steuerung installiert. Mit der neuen AgCam (Agricultural Camera) wurden von Destiny aus multispektrale Bilder bestimmter Regionen im Norden der USA gewonnen. Aus den Daten lassen sich Rückschlüsse auf Bodenfeuchtigkeit, Schädlingsbefall, Reifegrad und zu erwartende Erträge bei Feldfrüchten, auf Weide- und Grasland sowie in Feuchtgebieten und Wäldern ziehen. Im Rahmen der Langzeiterdbeobachtungen Crew Earth Observation, Uragan und Ekon wurden u. a. die Flüsse Oder, Ganges, Mississippi und Wolga, die Taman-Schlammvulkane, Galapagos und die Darwin-Inseln sowie ein längst erstarrter Lavafluss in Arizona fotografiert. In diesem schroffen Felsgebiet wurde später das neue NASA-Mondauto LER (Lunar Exploration Rover) getestet. Die „Luftbilder“ hatten dabei denselben Zweck, wie die Aufnahmen des Mars Reconnaissance Orbiter für die Marsrover Spirit und Opportunity.
Gennadi Padalka verwendete die Messapparatur Expert dazu, Umweltparameter an schwer zugänglichen Stellen der Station zu bestimmen, um das Korrosionsrisiko einschätzen zu können. Gemessen wurden Temperatur, Feuchtigkeit, Luftstrom und Wärmeverluste mittels Infrarot-Thermometer, Thermohygrometer, Wärmeverlust-Anemometer und Ultraschall-Analysator. Einige Zeit investierte er auch in das Bildungsprojekt Fisika Obrasowanije. Das Teilexperiment Phase behandelt dabei die langsame, vollständige Trennung von Flüssigkeit und Gas in einer Dispersion in der Mikrogravitation. Das Teilexperiment UFO (fliegende Untertasse) beschäftigte sich dagegen mit Schweben und Rotation einer flachen Scheibe mit und ohne Präzession. Von allen Experimenten wurden Bild- und Videoaufzeichnungen gemacht, die später an Schulen und Hochschulen verwendet wurden. Weitere Spezialaufgaben für den Kommandanten waren die Vorbereitung des zweiten, neu eingetroffenen Orlan-MK-Raumanzuges (Aktivierung und Drucktest, Überprüfung der Schnittstellen, Vorbereitung des Telemetriesystems, Installation von Sauerstofftank, Lithiumhydroxidkanistern, Lampen und Batterien), die Reinigung und den teilweisen Austausch von Luftventilatoren zur Erhaltung des Luftstroms, den Transfer von Gasen und Treibstoffen aus dem angedockten Frachter Progress-M 66, die Reaktivierung des Sauerstoffgenerators Elektron (nach Filtertausch und Neuverkabelung), die Reinigung von Kameralinsen, Abdeckkappen und eines CCD-Sensors in einer Kamera, Datensicherung (z. B. vom ESA-Außenexperiment Exposure-R) sowie die Beschäftigung mit Computerproblemen. Der Terminalcomputer TVM 1 (aus Deutschland) lief immer noch nicht kontinuierlich (Abbruch nach 80 Minuten).
Vorbereitet wurde das Experiment CARD, das bereits 2006 von Thomas Reiter auf der ISS durchgeführt wurde. Blutvolumen und Blutdruck nehmen bei längerem Aufenthalt in der Schwerelosigkeit ab. Dieser Effekt tritt auch bei bestimmten Krankheitsbildern auf der Erde auf. Man untersuchte nun, ob die zusätzliche Einnahme von Salz diesem entgegenwirkt. Dazu waren umfassende kardiologische Tests nötig. Ebenfalls in der Vorbereitungsphase befand sich Stimul 1. Hierbei soll der Proband einen speziellen Anzug tragen, in dessen Hosenbeinen Elektroden eingenäht sind, die bestimmte Muskelfasern elektrisch stimulieren. Der wesentliche Teil der dabei verwendeten Ausrüstung traf aber erst mit dem nächsten Progress-Frachter auf der Station ein.
Dutzende automatische Experimente liefen währenddessen weiter und bedurften hin und wieder der Betreuung (Datenübertragung, Batterie- oder Probenwechsel, kleinere Reparaturen). Außerdem wurden der Gesundheitszustand der Raumfahrer eingehend überwacht und medizinische Untersuchungen fortgeführt. Reinigungsarbeiten, Sport, Status-Checks (Kühlgeräte GLACIER, MELFI, MERLIN), Luft- und Wasseranalysen komplettieren das Arbeitsprogramm der dreiköpfigen ISS-Besatzung. Zudem mussten die Lebenserhaltungssysteme kontrolliert und gewartet werden. Ein kleines Problem bereitete dabei die Wasseraufbereitungsanlage. Ein Rückschlagventil funktionierte nicht wie vorgesehen, deshalb waren die Abwasserbehälter jetzt zu 70 % gefüllt. Die Bodenkontrolle erarbeitete einen Weg, das mittlerweile als überflüssig eingestufte Ventil auszubauen. Glücklicherweise sind alle hygienischen Einrichtungen in der Station doppelt vorhanden.
In der Nacht vom 22. zum 23. April fand ein Struktur- und Dynamiktest für das Solarzellenmodul S4 statt. Dazu wurden Triebwerke etwa fünf Minuten lang wechselseitig gezündet. Dabei wurden Kräfte und Bewegungen an bestimmten Punkten von S4 gemessen. Für das zweite Steuerbordelement mit Solarzellen S6 wurde ein analoger Test in der Nacht vom 26. zum 27. April durchgeführt.
Ende April wurde das Acoustic Measurement Protocol initiiert. Dazu trugen Gennadi Padalka, Michael Barratt und Koichi Wakata kleine Mikrofone sowie Messgeräte und Speicher am Körper. Hiermit wurden die Lärmpegel, denen die Raumfahrer ausgesetzt sind, über einen längeren Zeitraum erfasst. Außerdem wurden auch stationäre „akustische Dosimeter“ eingeschaltet. Diese Untersuchungen werden während jeder ISS-Expedition zweimal vorgenommen.
Danach wurde das Frachtraumschiff Progress-M 66 auf seinen Abflug vorbereitet. Dazu überprüfte Koichi verschiedene Verbrauchsgüter, wie Blutanalyse-Kits und Transportverpackungen, auf ihre weitere Verwendbarkeit. Nicht mehr nutzbare Materialien wurden aussortiert und ins Progress-Raumschiff transportiert. Bis zum 4. Mai allerdings wurde Progress-M 66 noch zur Kontrolle der Rollbewegungen der gesamten Station und für eventuelle Ausweichmanöver verwendet. Außerdem wurde Luft aus einem speziellen Tank des Raumschiffes dazu verwendet, die Atmosphäre in der Station aufzufrischen. Zusätzlich wurden verschiedene Tests ausgeführt und die Treibstoffleitungen durchgespült.
Ziele von Erdbeobachtungen waren u. a. die Galapagosinseln, Kilauea und Mauna Lea auf Hawaii, der Tschadsee, die Städte Bukarest, Mexiko-Stadt, Key Largo, Rio de Janeiro und Tucson, die Insel Madeira sowie der Villarrica-Vulkan in Chile. Vorgenommen wurden auch biochemische Urinanalysen sowie Untersuchungen der Luft- und Wasserqualität. Dabei wurde Wasser aus der Urinaufbereitungsanlage für hygienische Zwecke als geeignet eingestuft und freigegeben. Als Trinkwasser lässt es sich erst dann verwenden, wenn das gelöste Iodid ausgefiltert wurde. Im Rahmen von ALTEA (Anomalous Long Term Effects on Astronauts) wurden 6 Dosimeter in der Station aktiviert, mit denen die Strahlenbelastung gemessen wurde. Auf demselben Gebiet wurde auch mit den Experimenten Matrjoschka und Tissue Equivalent Proportional Counter Detector geforscht. Dabei wurden der menschliche Körper bzw. lebendes Gewebe durch spezielle Materialien simuliert und damit praxisnähere Daten gewonnen. Im Rahmen von Bildungsprogrammen wurden die Experimente Try Zero G und Photo-Moon durchgeführt.
Weitere wissenschaftliche Experimente waren EarthKAM (Earth Knowledge Acquired by Middle School Students), bei dem mittels elektronischer Kamera Bilder von Gebieten der Erdoberfläche angefertigt und zur Auswertung an Schulen übertragen wurden, Sonokard, bei dem Daten des Herz-Kreislaufssystems (EKG) ohne Anlegen von Elektroden einfach durch Tragen eines sensitiven T-Shirts gewonnen wurden, SLEEP zur Untersuchung der Auswirkungen der Lichtbedingungen auf Schlaf-Wach-Rhythmus und Arbeitsfähigkeit der Raumfahrer sowie Bodies in the Space Environment (BISE), bei dem mittels computergenerierter Bilder der Zusammenhang zwischen psychischer und körperlicher Wahrnehmung untersucht wurde.
Im Rahmen von Tipologija wurde gemessen, wie das menschliche Gehirn in Stresssituationen reagiert und welches Stresslevel für das normale Arbeiten in der Raumstation geeignet ist. Dabei trug Gennadi Elektroden für ein EEG während er verschiedene Aufgaben löste. Dazu gehörten adaptives Training nach Lüscher, mathematische Problemlösungsprozesse aber auch Computerspiele wie Minesweeper und Tetris. Ein physikalischer Versuch, den Michael Barrat durchführte, war SPICE (Smoke Point in Co-flow Experiment). Dabei wurden Verbrennungsprozesse im kontrollierten und von der Stationsluft hermetisch abgeschirmten Umfeld der Microgravity Science Glovebox (Handschuhbox für Wissenschaft in der Mikrogravitation) so gesteuert, dass man den Punkt genau bestimmen konnte, an dem es zu rauchen begann. Der diesmal verwendete Brennstoff enthielt 75 % Propylen.
Die Tests am neuen russischen Orlan-MK-Raumanzug (integriertes EKG) konnten abgeschlossen werden, während im US-Schleusenmodul Quest aufgeräumt wurde. Außerdem wurde das Ladegerät 4 untersucht, das zuvor für die Tiefentladung einer Batterie verantwortlich war. Im russischen Ausstiegsmodul Pirs waren reguläre Tests an Schaltern und Sicherungen an der Reihe.
Probleme gab es immer noch mit Computern in verschiedenen Stationsmodulen. Eines konnte offenbar dadurch beseitigt werden, indem man nach dem Herunterfahren für kurze Zeit die Batterien entfernte. Nach dem erneuten Hochfahren schien alles normal zu funktionieren. Am Telemetriesystem in Swesda wurde weiter gearbeitet. Außerdem wurde ein internes russisches Kommunikationssystem für Telefonie, Telegrafie, Kommunikation während Außenbordarbeiten, Packet-E-Mail und Steuersignale mit an- bzw. abfliegenden Raumschiffen (TORU) getestet.
Gennadi Padalka nahm an sich selbst eine komplexe Erfassung wichtiger Parameter in Ruhe und unter Belastung vor. Dabei wurden die Bewegung des Herzmuskels (Kinetokardiogramm), die Durchblutung von Lunge (Rheoplethsmogramm) und Gehirn (Rheoenzephalogramm) sowie die Herzfrequenz aufgezeichnet, während der Proband für jeweils drei Minuten eine Leistung von 125, 150 und 175 Watt auf dem VELO-Ergometer halten musste.
Außerdem wurden verschiedene chemisch-biologische Parameter in der Station überwacht. Koichi Wakata überprüfte die Petrischalen, in denen fünf Tage zuvor Proben aus der Stationsluft bzw. von verschiedenen Oberflächenabstrichen kultiviert worden waren, auf Keimbelastung. Weitere Systeme erfassten die Belastung der Stationsluft oder verschiedener Wasserreservoire mit biologischen oder chemischen Substanzen.
NASA
Am 3. Mai wurde das Beladen des Frachters Progress-M 66 abgeschlossen. Zuletzt war noch Urin aus der Station in leere Tanks des Raumschiffs umgepumpt worden. Als abschließende Arbeiten vor dem Abkoppeln wurden ein Temperatursensor und eine Lampe zur Wiederverwendung entnommen, die Steuerung der Triebwerke vom Stationscomputer auf die Bordelektronik des Frachters umgeschaltet, der Kopplungsmechanismus in der Außenluke des Ausstiegsmoduls Pirs eingebaut, einige Halteklammern gelöst, ein Schlauch zur Belüftung und Thermoregulierung demontiert und die Luken geschlossen. Nach dem etwa einstündigen Dichtheitstest war Progress-M 66 zum Abflug bereit. Die Abkopplung erfolgte am 6. Mai um 16:17 Uhr UTC. Zuvor hatten Padalka und Michael Barratt ein dreistündiges Training am Fernsteuerungssystem TORU für an- und abfliegende Raumschiffe absolviert. Nach dem Abkoppeln wurde in der Station ein Amateurfunksystem aktiviert, über das Untersuchungen zu Interferenzen mit dem Telemetriesystem des Frachters vorgenommen werden konnten. Progress-M 66 flog noch zur Durchführung von Plasmaexperimenten bis zum 18. Mai autonom. Dann wurde das Raumschiff über dem Pazifik zum Absturz gebracht.
Am 5. Mai wurde der Stationsmanipulator Canadarm2 auf dem Mobilen Transporter (MT) in eine für eine Fahrt günstige Position gebracht. Der MT wurde am folgenden Tag, von der Erde aus ferngesteuert, von Arbeitsstation 4 nach 7 verlegt. Am 7. Mai wurde das Videosystem des Space Station Remote Manipulator Systems (SSRMS), wie der Manipulator offiziell heißt, dazu verwendet, einen CETA-Transportkarren sowie das Drehgelenk zur Rotation der Solarzellen auf der Backbordseite (Portside Solar Alpha Rotary Joint, SARJ) zu begutachten und photometrisch zu vermessen. Außerdem wurde im Gegenlicht der Ausstoß von Ammoniak aus einem Radiator des Gitterelements S1 aufgezeichnet.
Weitere Arbeiten betrafen Wartung und Reinigung verschiedener Stationskomponenten (Sportgeräte, Lebenserhaltungssystem, Luftstromventilatoren und -filter), Status-Checks an verschiedenen Experimenten (BCAT, Rastenija), die Analyse von Luft- und Wasserproben, Inventur und Überprüfung von EVA-Zubehör in Quest, die Neuanordnung von Beschleunigungsmesssensoren (SAMS), das Bereitlegen von Werkzeugen und Hilfsmitteln für die Anfang Juni anstehenden Ausstiege, die Inspektion von Feuerwarn- und -löschsystemen sowie ein einstündiges Notfalltraining. Ein Problem entstand im weiterentwickelten russischen Telemetriesystem. Von den neuen Raumanzügen des Typs Orlan-MK wurden bis dato keine Daten empfangen.
Am 7. Mai startete der zweite russische Frachter mit digitaler Steuerung, Progress-M 02M, von Baikonur aus ins All. An Bord befanden sich 2,59 Tonnen Treibstoff, Versorgungs- und Verbrauchsgüter, Bekleidung, Ersatzteile, Experimentiergut, Dokumentationen, Wasser, Luft und Sauerstoff. Zur Fracht gehörte auch der dritte Orlan-MK-Raumanzug. Der 33. ISS-Progress-Frachter koppelte am 12. Mai nach ausgiebigen Tests vollautomatisch am Schleusenmodul Pirs an. Die Besatzung, die für Notfälle an einem Fernsteuerungssystem bereitstand, musste nicht eingreifen. Beim ersten Raumschiff dieses überarbeiteten Progress-Typs im Dezember letzten Jahres hatte eine unsinnige Entfernungsangabe dazu geführt, dass der automatische Anflug abgebrochen und per Handsteuerung angedockt werden musste. Am Tag nach dem Kopplungsmanöver wurde der Frachter gesichert, geöffnet und an das Bordversorgungs- und Kontrollsystem der Station (Luft, Temperatur, Energie) angeschlossen.
Am 13. Mai wurde der Mobile Transporter samt Manipulatorarm von Arbeitsstelle 7 zurück nach 4 verlegt. Mit Hilfe einer Kamera am Canadarm2 wurde am nächsten Tag der Ausstoß von etwa 20 kg Ammoniak aus dem Kühlsystem der Station aufgezeichnet. Auch von der Erde aus wurden die Auswirkungen dieses Ausstoßes auf die umgebende Hochatmosphäre beobachtet. Damit wurde aber auch der Kühlkreislauf A, einer von insgesamt 4 vorhandenen, trockengelegt. Vor einiger Zeit hatte man eine Beschädigung am Radiator auf Gitterelement S1 festgestellt. Materialermüdung oder Mikrometeoritentreffen könnten dort einen Riss entstehen lassen, durch den Kühlmittel verlorengeht. Im schlimmsten Fall könnte sämtliches Kühlmittel entweichen, da es kein Messgerät für die noch vorhandene Ammoniakmenge gibt. Deshalb hat man sich entschlossen, den betreffenden Kühlkreislauf zu deaktivieren. Die anderen Kühlschleifen bieten ausreichend Kapazität zum Abführen der Wärme, die in den elektrischen Anlagen im Außenbereich der Station entsteht.
Reparaturarbeiten wurden an einer verstopften Kondenswasserleitung im Europäischen Labormodul Columbus vorgenommen. Experimentelle Tätigkeiten betrafen unter anderem die Pflege und Überwachung der Gerstenpflanzen im Lada-Gewächshaus (Experiment Rastenija), die Neuausrichtung der Kristallisationszelle 2 in einer entsprechenden Anlage im Modul Kibo (Experiment FACET), die Erforschung von Verbrennungsprozessen und insbesondere der Temperatur, ab der bei verschiedenen Brennstoffen Rauchbildung auftritt (Experiment SPICE) oder die Entwicklung kognitiver Fähigkeiten wie Lern- und Konzentrationsvermögen, Aufmerksamkeit, Kurzzeitgedächtnis, räumlicher Vorstellung und mathematisch-logischen Fertigkeiten (WinSCAT).
Zur Vorbereitung der Ankunft des neuen Ausstiegs-, Kopplungs- und Forschungsmoduls MIM 2 installierte Gennadi Padalka neue Steuerungs- und Navigationshardware im Kopfteil des Servicemoduls Swesda.
Koichi Wakata demonstrierte für Bildungszwecke das Verhalten verschiedener Körper in der Schwerelosigkeit (u. a. Bekleidung, ein fliegender Teppich und Wasser). Außerdem fanden mehrere Konferenzen mit dem Flugleitzentrum statt. Funkkontakt wurde auch zu Teilnehmern der flämischen Weltraumtage in Leuven (Belgien), Schülern der Besyo-Grundschule in Saitama (Japan) und Reportern des Rossiski Kosmos Magazin aufgenommen. Außerdem eröffnete Koichi im russischen Fernsehen die Abstimmung beim „Eurovision Song Contest“ aus dem Weltall. Erdbeobachtung spielte Mitte Mai dagegen kaum eine Rolle. Lediglich Gletscher und Küstenbereiche in Südamerika wurden fotografiert.
Am 18. Mai gelang Koichi Wakata der Ausbau eines fehlerhaft arbeitenden Rückschlagventils der Wasseraufbereitungsanlage, wodurch die Anlage in Betrieb genommen werden konnte. Zwei Tage später bekam die Besatzung die Erlaubnis, das Wasser zu trinken, was medienwirksam arrangiert wurde. Da jedes Kilogramm Fracht, was von der Erde in den Weltraum transportiert werden muss, Kosten im Bereich von mehreren Zehntausend US-Dollar verursacht, bringt die Wiederaufbereitungsanlage Einsparungen in Millionenhöhe.
Begleitend wurden Vorbereitungen für den Besuch des Space Shuttles Endeavour im Juni getroffen. Vor allem ging es darum, Equipment und Fracht, die von der Raumfähre zur Erde zurückgebracht werden soll, für die Abreise zu sammeln und zu verpacken. Gennadi Padalka und Michael Barratt trainierten erstmals für das Shuttle-RPM (Rotation Pitch Maneuver). Dabei wurden die Besatzungsmitglieder auf das Anfertigen der Fotos des ankommenden Space Shuttles vorbereitet, während es eine komplette Drehung um die Querachse vollführt, um eventuelle Schäden am Hitzeschild zu entdecken.
Am 21. Mai wurden die ersten konkreten Vorbereitungen für den nächsten Ausstieg vorgenommen, der für den 5. Juni geplant war. Gennadi Padalka und Michael Barratt sahen sich den Zeitplan dafür an und bereiteten Equipment vor. Im Übrigen führte Padalka die Installation von Systemen, die für die Kopplung mit dem neuen Modul Poisk (MIM 2) von Bedeutung sind, im Modul Swesda fort.
Zu den Aufgaben gehörte auch die Weiterführung der Reparatur eines Ergometers der Station, bei dem vor einiger Zeit eine bedeutende Diskrepanz zwischen der eingestellten und der tatsächlichen Belastung beobachtet wurde. Koichi Wakata reinigte das Innere des Sportgeräts gründlich mit Zahnbürste und Staubsauger. Zuvor setzte Koichi Wakata den Stationsmanipulator SSRMS auf die dritte PDGF (Power & Data Grapple Fixture) der Mobile Base System genannten Plattform, um ihn in eine günstige Position zur visuellen Überwachung des Roboterarms Dextre zu bringen. Außerdem führte er am 22. Mai eine Überprüfung eines weiteren Roboterarms am japanischen Labormodul Kibō durch.
Am 29. Mai 2009 erhöhte sich die Besatzungsstärke mit der Ankunft von Romanenko, De Winne und Thirsk mit Sojus TMA-15 von drei auf sechs Personen. Ab diesem Zeitpunkt wurde die Besatzung offiziell als ISS-Expedition 20 bezeichnet.
Mit dem Eintreffen der Besatzung des Raumschiffes Sojus-TMA 15 begann eine neue Etappe der Nutzung der Internationalen Raumstation. Erstmals bestand die Stammbesatzung der ISS aus 6 Raumfahrern, die obendrein noch alle beteiligten Staaten bzw. Staatenbünde repräsentierten. Dieser Schritt wurde auch politisch angemessen gewürdigt. Das am 27. Mai gestartete Raumschiff Sojus-TMA 15 hatte zwei Tage später, gegen 12:34 Uhr UTC, erfolgreich an der ISS angekoppelt. 14:15 Uhr wurden nach ausgiebigen Dichtheitstests die Luken zwischen Raumschiff und Station geöffnet und die Neuankömmlinge willkommen geheißen. Beim ersten Videotermin wurden Grüße und Glückwünsche rund um die Welt ausgetauscht, vor allem kamen Verwandte der Raumfahrer zu Wort. Danach wurde das Sicherheitsbriefing absolviert und man begann als ISS-Expedition 20 gemeinsam mit der Arbeit.
Auf der Erde hingegen wurden die neue Nutzungsphase von Offiziellen der Raumfahrtagenturen gewürdigt und Zukunftsperspektiven diskutiert. Dabei wurde u. a. auch einer Veröffentlichung widersprochen, Russland verfolge Pläne, das eigene Segment von der ISS abzukoppeln. Man wolle vielmehr die ISS in ihrer Gesamtheit so lange wie möglich effektiv nutzen.
Die ISS-Expedition 20, der die Raumfahrer Gennadi Padalka, Michael Barratt, Koichi Wakata, Frank de Winne, Robert Thirsk und Roman Romanjenko angehören, war die bis dahin internationalste Crew eines Raumfahrzeugs überhaupt. Mit der Aufstockung der Besatzung wird zudem die wissenschaftliche Arbeit einen erheblich größeren Anteil von etwa 50 % an den Arbeiten aller Besatzungsmitglieder einnehmen.